# Каво
Каво (фр. Cavo корс. Cavu) — річка Корсики (Франція). Довжина 21,9 км, витік знаходиться на висоті 950 метрів над рівнем моря на східних схилах пагорба-гори Пунтацці (Puntacci ) (1221 м). Впадає в Тіренське море.
Протікає через комуни: Цонца, Конка і тече територією департаменту Південна Корсика та кантонами: Лев'є (Levie), Порто-Веккіо (Porto-Vecchio).